# Tả Van Chư
Tả Van Chư là một xã thuộc huyện Bắc Hà, tỉnh Lào Cai, Việt Nam.

## Địa lý
Xã Tả Van Chư có diện tích 24,29 km², dân số năm 1999 là 1.609 người, mật độ dân số đạt 66 người/km².
Tại xã này, 100% dân số là người Mông.

## Lịch sử
Tên gọi Tả Van Chư theo tiếng Quan Hỏa có nghĩa là "Thung lũng rộng". Xã Tả Van Chư giáp ranh với huyện Si Ma Cai.